# Classificació de la Copa del Món de futbol 2014-CAF
La fase de classificació de la Copa del Món de Futbol 2014 de la zona africana fou organitzada i supervisada per la CAF.
La zona africana disposava de 5 places directes per la fase final. Per decidir-les es disputaran tres fases. A la primera s'enfronten els 24 equips amb pitjor coeficient FIFA dels quals 12 es classificaran per a la següent fase. La segona fase consta de 10 grups de 4 equips cadascun. Els primers de cada grup passaran a la decisiva tercera fase. En aquesta tercera fase se sortejaran els enfrontament en eliminatòries directes i els guanyadors obtindran un bitllet per a la Copa del Món 2014.

## Primera fase[3]
| Equip 1             | Global | Equip 2    | Anada | Tornada |
| ------------------- | ------ | ---------- | ----- | ------- |
| São Tomé i Príncipe | 1-6    | Congo      | 0-5   | 1-1     |
| Djibouti            | 0-8    | Namíbia    | 0-4   | 0-4     |
| Comores             | 1-5    | Moçambic   | 0-1   | 1-4     |
| Eritrea             | 2-4    | Ruanda     | 1-1   | 1-3     |
| Swazilàndia         | 2-8    | RD Congo   | 1-3   | 1-5     |
| Guinea Equatorial   | 3-2    | Madagascar | 2-0   | 1-2     |
| Txad                | 2-2    | Tanzània   | 1-2   | 1-0     |
| Guinea Bissau       | 1-2    | Togo       | 1-1   | 0-1     |
| Seychelles          | 0-7    | Kenya      | 0-3   | 0-4     |
| Lesotho             | 3-2    | Burundi    | 1-0   | 2-2     |
| Somàlia             | 0-5    | Etiòpia    | 0-0   | 0-5     |

## Segona fase

### Grup 1
| Equip                    | Pts | PJ | PG | PE | PP | GF | GC | Dif |
| ------------------------ | --- | -- | -- | -- | -- | -- | -- | --- |
| Etiòpia                  | 4   | 2  | 1  | 1  | 0  | 3  | 1  | +2  |
| República Centreafricana | 3   | 2  | 1  | 0  | 1  | 2  | 2  | +0  |
| Sud-àfrica               | 2   | 2  | 0  | 2  | 0  | 2  | 2  | +0  |
| Botswana                 | 1   | 2  | 0  | 1  | 1  | 1  | 3  | -2  |

|                    | Botswana   | Etiòpia  | República Centreafricana | Sud-àfrica |
| ------------------ | ---------- | -------- | ------------------------ | ---------- |
| Botswana           | –          | 7 VI '13 | 14 VI '13                | 2-2        |
| Etiòpia            | 22 III '13 | –        | 2-0                      | 14 VI '13  |
| Rep. Centrafricana | 2-0        | 6 IX '13 | –                        | 7 VI '13   |
| Sud-àfrica         | 6 IX '13   | 1-1      | 22 III '13               | –          |

### Grup 2
| Equip             | Pts | PJ | PG | PE | PP | GF | GC | Dif |
| ----------------- | --- | -- | -- | -- | -- | -- | -- | --- |
| Tunísia           | 6   | 2  | 2  | 0  | 0  | 5  | 2  | +3  |
| Sierra Leone      | 4   | 2  | 1  | 1  | 0  | 4  | 3  | +1  |
| Cap Verd          | 1   | 2  | 0  | 1  | 1  | 3  | 4  | -1  |
| Guinea Equatorial | 0   | 2  | 0  | 0  | 2  | 2  | 5  | -3  |

|                   | Cap Verd   | Guinea Equatorial | Sierra Leone | Tunísia   |
| ----------------- | ---------- | ----------------- | ------------ | --------- |
| Cap Verd          | –          | 7 VI '13          | 14 VI '13    | 1-2       |
| Guinea Equatorial | 22 III '13 | –                 | 2-2          | 14 VI '13 |
| Sierra Leone      | 2-1        | 6 IX '13          | –            | 7 VI '13  |
| Tunísia           | 6 IX '13   | 3-1               | 22 III '13   | –         |

### Grup 3
| Equip         | Pts | PJ | PG | PE | PP | GF | GC | Dif |
| ------------- | --- | -- | -- | -- | -- | -- | -- | --- |
| Costa d'Ivori | 4   | 2  | 1  | 1  | 0  | 4  | 2  | +2  |
| Tanzània      | 3   | 2  | 1  | 0  | 1  | 2  | 3  | -1  |
| Marroc        | 2   | 2  | 0  | 2  | 0  | 3  | 3  | +0  |
| Gàmbia        | 1   | 2  | 0  | 1  | 1  | 2  | 3  | -1  |

|               | Costa d'Ivori | Gàmbia     | Marroc     | Tanzània |
| ------------- | ------------- | ---------- | ---------- | -------- |
| Costa d'Ivori | –             | 22 III '13 | 6 IX '13   | 2-0      |
| Gàmbia        | 7 VI '13      | –          | 1-1        | 6 IX '13 |
| Marroc        | 2-2           | 14 VI '13  | –          | 7 VI '13 |
| Tanzània      | 14 VI '13     | 2-1        | 22 III '13 | –        |

### Grup 4
| Equip   | Pts | PJ | PG | PE | PP | GF | GC | Dif |
| ------- | --- | -- | -- | -- | -- | -- | -- | --- |
| Sudan   | 4   | 2  | 1  | 1  | 0  | 2  | 0  | +2  |
| Ghana   | 3   | 2  | 1  | 0  | 1  | 7  | 1  | +6  |
| Zàmbia  | 3   | 2  | 1  | 0  | 1  | 1  | 2  | -1  |
| Lesotho | 1   | 2  | 0  | 1  | 1  | 0  | 7  | -7  |

|         | Ghana     | Lesotho  | Sudan      | Zàmbia     |
| ------- | --------- | -------- | ---------- | ---------- |
| Ghana   | –         | 7-0      | 22 III '13 | 6 IX '13   |
| Lesotho | 14 VI '13 | –        | 0-0        | 22 III '13 |
| Sudan   | 7 VI '13  | 6 IX '13 | –          | 2-0        |
| Zàmbia  | 1-0       | 7 VI '13 | 14 VI '13  | –          |

### Grup 5
| Equip        | Pts | PJ | PG | PE | PP | GF | GC | Dif |
| ------------ | --- | -- | -- | -- | -- | -- | -- | --- |
| Congo        | 4   | 2  | 1  | 1  | 0  | 1  | 0  | +1  |
| Gabon        | 4   | 2  | 1  | 1  | 0  | 1  | 0  | +1  |
| Níger        | 1   | 2  | 0  | 1  | 1  | 0  | 1  | -1  |
| Burkina Faso | 1   | 2  | 0  | 1  | 1  | 0  | 1  | -1  |

|              | Burkina Faso | Congo    | Gabon      | Níger      |
| ------------ | ------------ | -------- | ---------- | ---------- |
| Burkina Faso | –            | 0-0      | 6 IX'13    | 22 III '13 |
| Congo        | 14 VI '13    | –        | 22 III '13 | 1-0        |
| Gabon        | 1-0          | 7 VI '13 | –          | 14 VI '13  |
| Níger        | 7 VI '13     | 6 IX '13 | 0-0        | –          |

### Grup 6
| Equip   | Pts | PJ | PG | PE | PP | GF | GC | Dif |
| ------- | --- | -- | -- | -- | -- | -- | -- | --- |
| Nigèria | 4   | 2  | 1  | 1  | 0  | 2  | 1  | +1  |
| Namíbia | 3   | 2  | 1  | 0  | 1  | 1  | 1  | +0  |
| Malawi  | 2   | 2  | 0  | 2  | 0  | 1  | 1  | +0  |
| Kenya   | 1   | 2  | 0  | 1  | 1  | 0  | 1  | -1  |

|         | Kenya      | Malawi     | Namíbia  | Nigèria   |
| ------- | ---------- | ---------- | -------- | --------- |
| Kenya   | –          | 0-0        | 6 IX '13 | 7 VI '13  |
| Malawi  | 14 VI '13  | –          | 7 VI '13 | 1-1       |
| Namíbia | 1-0        | 22 III '13 | –        | 14 VI '13 |
| Nigèria | 22 III '13 | 6 IX '13   | 1-0      | –         |

### Grup 7
| Equip    | Pts | PJ | PG | PE | PP | GF | GC | Dif |
| -------- | --- | -- | -- | -- | -- | -- | -- | --- |
| Egipte   | 6   | 2  | 2  | 0  | 0  | 5  | 2  | +3  |
| Guinea   | 3   | 2  | 1  | 0  | 1  | 3  | 3  | +0  |
| Zimbabwe | 1   | 2  | 0  | 1  | 1  | 0  | 1  | -1  |
| Moçambic | 1   | 2  | 0  | 1  | 1  | 0  | 2  | -2  |

|          | Egipte    | Guinea     | Moçambic | Zimbabwe   |
| -------- | --------- | ---------- | -------- | ---------- |
| Egipte   | –         | 6 IX '13   | 1 VI '12 | 22 III '13 |
| Guinea   | 2-3       | –          | 7 VI '13 | 14 VI '13  |
| Moçambic | 14 VI '13 | 22 III '13 | –        | 0-0        |
| Zimbabwe | 7 VI '13  | 0-1        | 6 IX '13 | –          |

### Grup 8
| Equip   | Pts | PJ | PG | PE | PP | GF | GC | Dif |
| ------- | --- | -- | -- | -- | -- | -- | -- | --- |
| Benín   | 4   | 2  | 1  | 1  | 0  | 2  | 1  | +1  |
| Algèria | 3   | 2  | 1  | 0  | 1  | 5  | 2  | +3  |
| Mali    | 3   | 2  | 1  | 0  | 1  | 2  | 2  | +0  |
| Ruanda  | 1   | 2  | 0  | 1  | 1  | 1  | 5  | -4  |

|         | Algèria   | Benín      | Mali       | Rwanda   |
| ------- | --------- | ---------- | ---------- | -------- |
| Algèria | –         | 22 III '13 | 6 IX '13   | 4-0      |
| Benín   | 7 VI '13  | –          | 1-0        | 6 IX '13 |
| Mali    | 2-1       | 14 VI '13  | –          | 7 VI '13 |
| Ruanda  | 14 VI '13 | 1-1        | 22 III '13 | –        |

### Grup 9
| Equip    | Pts | PJ | PG | PE | PP | GF | GC | Dif |
| -------- | --- | -- | -- | -- | -- | -- | -- | --- |
| Líbia    | 4   | 2  | 1  | 1  | 0  | 3  | 2  | +1  |
| RD Congo | 3   | 2  | 1  | 0  | 1  | 2  | 1  | +1  |
| Camerun  | 3   | 2  | 1  | 0  | 1  | 2  | 2  | +0  |
| Togo     | 1   | 2  | 0  | 1  | 1  | 1  | 3  | -2  |

|          | Camerun   | Líbia      | República Democràtica del Congo | Togo       |
| -------- | --------- | ---------- | ------------------------------- | ---------- |
| Camerun  | –         | 6 IX '13   | 1-0                             | 22 III '13 |
| Líbia    | 2-1       | –          | 7 VI '13                        | 14 VI '13  |
| RD Congo | 14 VI '13 | 22 III '13 | –                               | 2-0        |
| Togo     | 7 VI '13  | 1-1        | 6 IX '13                        | –          |

### Grup 10
| Equip   | Pts | PJ | PG | PE | PP | GF | GC | Dif |
| ------- | --- | -- | -- | -- | -- | -- | -- | --- |
| Senegal | 4   | 2  | 1  | 1  | 0  | 4  | 2  | +2  |
| Uganda  | 2   | 2  | 0  | 2  | 0  | 2  | 2  | +0  |
| Angola  | 2   | 2  | 0  | 2  | 0  | 1  | 1  | +0  |
| Libèria | 1   | 2  | 0  | 1  | 1  | 1  | 3  | -2  |

|         | Angola     | Libèria  | Senegal   | Uganda     |
| ------- | ---------- | -------- | --------- | ---------- |
| Angola  | –          | 6 IX '13 | 7 VI '13  | 1-1        |
| Libèria | 0-0        | –        | 14 VI '13 | 22 III '13 |
| Senegal | 22 III '13 | 3-1      | –         | 6 IX '13   |
| Uganda  | 14 VI '13  | 7 VI '13 | 1-1       | –          |

## Tercera fase
Els partits es van jugar entre els dies 11–15 d'octubre i 16–19 de novembre de 2013.
| Equip 1       | Global  | Equip 2 | Anada | Tornada |
| ------------- | ------- | ------- | ----- | ------- |
| Costa d'Ivori | 4–2     | Senegal | 3–1   | 1–1     |
| Etiòpia       | 1–4     | Nigèria | 1–2   | 0–2     |
| Tunísia       | 1–4     | Camerun | 0–0   | 1–4     |
| Ghana         | 7–3     | Egipte  | 6–1   | 1–2     |
| Burkina Faso  | 3–3 (a) | Algèria | 3–2   | 0–1     |

## Golejadors
Es van marcar 365 gols en 152 partits, amb una mitjana de 2.34 gols per partit.
6 gols
- Mohamed Aboutrika
- Mohamed Salah
- Asamoah Gyan

5 gols
- Islam Slimani
- Salomon Kalou
- Juvenal
- Getaneh Kebede
- Saladin Said
- Bernard Parker
- Papiss Cissé

4 gols
- Trésor Mputu
- Yaya Touré

3 gols
- Sofiane Feghouli
- El Arbi Hillel Soudani
- Razak Omotoyossi
- Aristide Bancé
- Jonathan Pitroipa
- Djaniny
- Didier Drogba
- Wilfried Bony
- Dioko Kaluyituka
- Emilio Nsue
- Pierre-Emerick Aubameyang
- Abdul Majeed Waris
- Sulley Muntari
- Mohamed Yattara
- Dennis Oliech
- Youssef El-Arabi
- Lazarus Kaimbi
- Emmanuel Emenike
- Oussama Darragi
- Jacob Mulenga

2 gols
- Saphir Taïder
- Guilherme
- Rudy Gestede
- Ofentse Nato
- Jerome Ramatlhakwane
- Prejuce Nakoulma
- Eric Choupo-Moting
- Samuel Eto'o
- Jean Makoun
- Héldon Ramos
- Platini
- Foxi Kéthévoama
- Nicaise Zimbori-Auzingoni
- Mahamat Labbo
- Lacina Traoré
- Chris Malonga
- Amr Zaki
- Randy
- Shimelis Bekele
- Mustapha Jarju
- Dominic Adiyiah
- Jordan Ayew
- Christian Atsu
- Sadio Diallo
- Ibrahima Traoré
- Ahmed Zuway
- Mahamadou N'Diaye
- Mamadou Samassa
- Houssine Kharja
- Domingues
- Rudolf Bester
- Sydney Urikhob
- Victor Moses
- Labama Bokota
- Meddie Kagere
- Sadio Mané
- Moussa Sow
- Alhassan Kamara
- Sheriff Suma
- Sidumo Shongwe
- Mbwana Samata
- Thomas Ulimwengu
- Amri Kiemba
- Lalawélé Atakora
- Issam Jemâa
- Emmanuel Okwi
- Tony Mawejje
- Christopher Katongo
- Collins Mbesuma
- Knowledge Musona

1 gol
- Nabil Ghilas
- Carl Medjani
- Madjid Bougherra
- Abdul
- Djalma
- Guedes
- Job
- Mabululu
- Bello Babatounde
- Mickaël Poté
- Stéphane Sessègnon
- Tebogo Sembowa
- Mogakolodi Ngele
- Charles Kaboré
- Djakaridja Koné
- Cedric Amissi
- Selemani Ndikumana
- Aurélien Chedjou
- Pierre Webó
- Benjamin Moukandjo
- Salif Kéïta
- Odaïr Fortes
- Marco Soares
- Babanco
- Mohamed Youssouf
- Gladys Bokese
- Patou Ebunga-Simbi
- Yves Diba Ilunga
- Dieumerci Mbokani
- Ladislas Douniama
- Ulrich Kapolongo
- Christopher Missilou
- Francis N'Ganga
- Fabrice N'Guessi
- Prince Oniangue
- Harris Tchilimbou
- Christopher Samba
- Kolo Touré
- Hosny Abd Rabo
- Mahmoud Fathalla
- Mohamed Zidan
- Hossam Ghaly
- Mohamed Nagy
- Viera Ellong
- Rincón
- Jônatas Obina
- Jimmy Bermúdez
- Abraham Tedros
- Tesfalem Tekle
- Minyahil Teshome
- Oumed Oukri
- Behailu Assefa
- Rémy Ebanega
- Bruno Ecuele Manga
- Momodou Ceesay
- Abdou Jammeh
- Jerry Akaminko
- John Boye
- Wakaso Mubarak
- Emmanuel Agyemang-Badu
- Kwadwo Asamoah
- Kevin-Prince Boateng
- Abdoul Camara
- Alhassane Bangoura
- Mohammed Diarra
- Seydouba Soumah
- Basile de Carvalho
- Tsoanelo Koetle
- Tsepo Lekhoana
- Bokang Mothoane
- Lehlomela Ramabele
- Tsepo Seturumane
- Thapelo Tale
- Litsepe Marabe
- Francis Doe
- Patrick Wleh
- Anthony Laffor
- Marcus Macauley
- Hamed Snousi
- Faisal Al Badri
- Andrew Murunga
- Brian Onyango
- Francis Kahata
- Titus Mulama
- Pascal Ochieng
- David Owino
- Victor Wanyama
- Yvan Rajoarimanana
- Falimery Ramanamahefa
- John Banda
- Robin Ngalande
- Robert Ng'ambi
- Gabadin Mhango
- Abdou Traoré
- Modibo Maïga
- Cheick Diabaté
- Hamza Abourazzouk
- Abderrazak Hamdallah
- Abdelaziz Barrada
- Younès Belhanda
- Clésio Baúque
- Maninho
- Miro
- Jerry Sitoe
- Whiskey
- Heinrich Isaacks
- Deon Kavendji
- Yacouba Ali
- Kamilou Daouda
- Mahamane Cissé
- Azubuike Egwuekwe
- Victor Obinna
- Ahmed Musa
- Godfrey Oboabona
- Nnamdi Oduamadi
- Ikechukwu Uche
- Jean-Claude Iranzi
- Olivier Karekezi
- Elias Uzamukunda
- Orlando Gando
- Ibrahima Baldé
- Dame N'Doye
- Samuel Barlay
- Kei Kamara
- Mohamed Kamara
- Ibrahim Kargbo
- Mustapha Bangura
- Ibrahim Bangura
- Kermit Erasmus
- Dean Furman
- Morgan Gould
- Katlego Mphela
- Siphiwe Tshabalala
- Katlego Mashego
- Thabo Matlaba
- Bakri Almadina
- Salah Ibrahim
- Mudather El Tahir
- Mohamed Tahir
- Saif Masawi
- Nurdin Bakari
- Shomari Kapombe
- Mrisho Ngassa
- Erasto Nyoni
- Kalen Damessi
- Serge Gakpé
- Komlan Amewou
- Backer Aloenouvo
- Lalawélé Atakora
- Chadi Hammami
- Hamdi Harbaoui
- Saber Khelifa
- Fakhreddine Ben Youssef
- Wahbi Khazri
- Ahmed Akaïchi
- Godfrey Walusimbi
- Nathan Sinkala
- Masimba Mambare
- Lincoln Zvasiya